# De Vuurlinie
De Vuurlinie is een Nederlandse dramafilm uit 2023, geregisseerd door Roel Reiné. De film is losjes gebaseerd op het waargebeurde verhaal over de omstreden veteraan Marco Kroon, vertolkt door Waldemar Torenstra. Met het bezoekersaantal van 100.000, ontving de film de Gouden Film-status.

## Rolverdeling
| Acteur                    | Personage                  |
| ------------------------- | -------------------------- |
| Waldemar Torenstra        | Marco Kroon                |
| Sallie Harmsen            | Mirjam van den Hoven       |
| Jeroen Spitzenberger      | Geert-Jan Knoops           |
| Angela Schijf             | Suzanne van de Heuvel      |
| Pierre Bokma              | Generaal van Uhm           |
| Huub Stapel               | Hoofdofficier van Justitie |
| Tibor Lukács              | Kolonel Holleman           |
| Zouhair Mtazi             | Politiechef                |
| Mike Weerts               | Remco                      |
| Pepijn Schoneveld         | Maurits                    |
| Olaf Ait Tami             | Leroy                      |
| Steef de Bot              | Maikel                     |
| Tim Olivier Somer         | Niels                      |
| Yamill Jones              | Reggae                     |
| Ilias Addab               | Yasir                      |
| Bodil de la Parra         | Rechter                    |
| Sanne Langelaar           | Marechaussee Peters        |
| Imanuelle Grives          | NFI expert Vermeulen       |
| Ronin Satoer              | Mick                       |
| Wick van den Bos          | Beau                       |
| Gürkan Küçüksentürk       | Marechaussee Willems       |
| Rabi Pino Diaz            | Aimal                      |
| Micha Hulshof             | Jaap                       |
| Marike Mingelen           | Psychiater                 |
| Vincenzo De Jonghe        | Dr. Pascal Kintz           |
| Kees Hulst                | Burgemeester               |
| Daniel Jurisich           | Piloot AC 130              |
| Shane Redondo             | Journalist                 |
| Victor Löw                | Generaal 2                 |
| Jeske Van de Staak        | Chantal                    |
| Yvonne van den Eerenbeemt | Buurvrouw                  |
| Jeroen Toele              | Man op kazerne             |
| Jonathan Demoor           | Brigadier                  |
| Nathalie Schriel          | Els                        |
| Hanneke Drenth            | Tessa                      |

## Productie

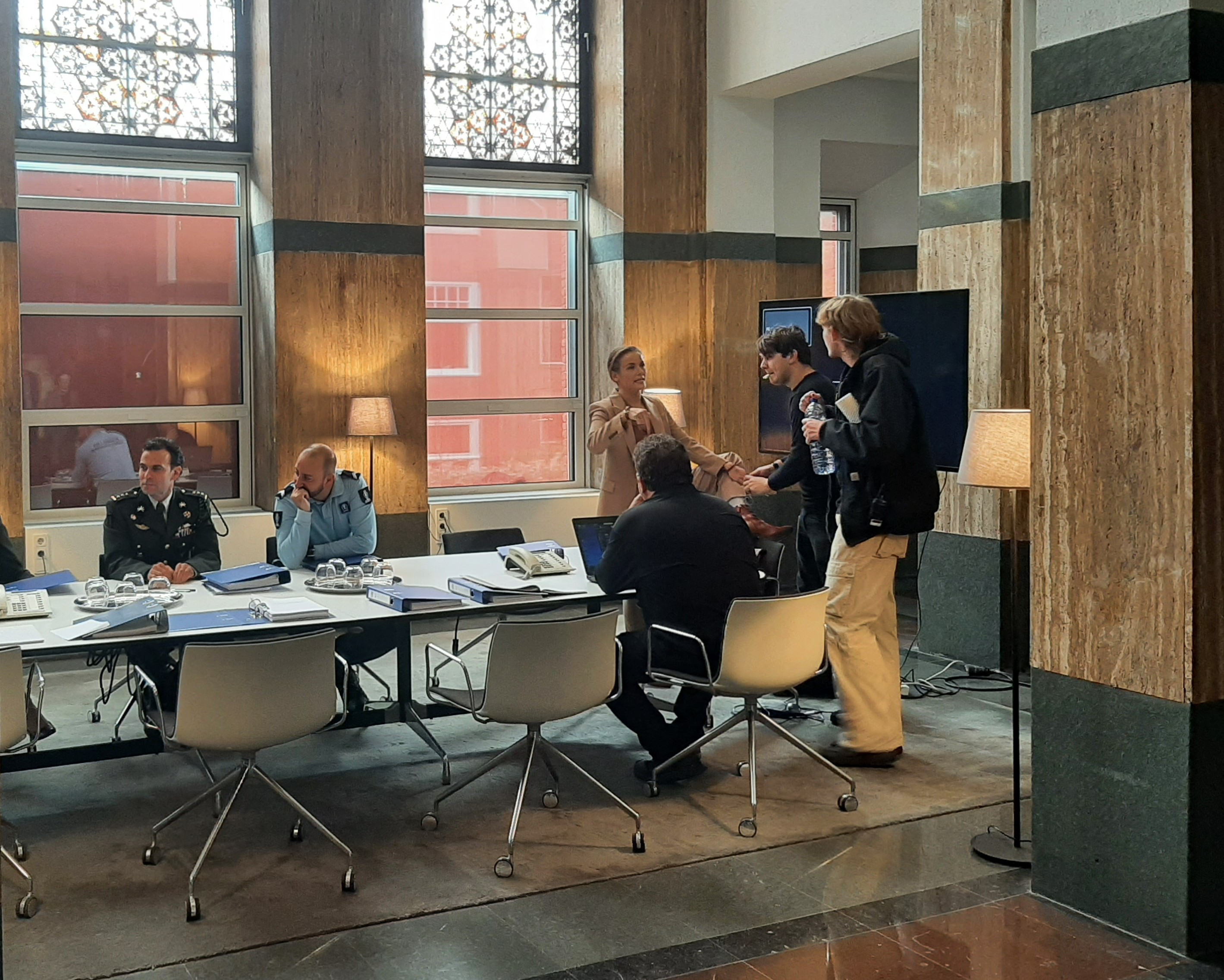
Roel Reiné, Angela Schijf, Tibor Lukács en Gürkan Küçüksentürk tijdens een pauze tussen de opnames.

In september 2022 werd de film aangekondigd met Waldemar Torenstra in de hoofdrol en Roel Reiné als regisseur. De opnames vonden plaats in Nederland en Spanje.

## Ontvangst
De film werd gemengd ontvangen door de Nederlandse pers. Veronica Superguide beschreef De Vuurlinie, te veel spectaculaire actiescènes in een dramafilm. Trouw noemde de film vooral veel actie, maar weinig diepgang.